# Кофель-нагель

Вгорі — кофель-нагель. Внизу — кофель-нагелі, встановлені в кофель-планку

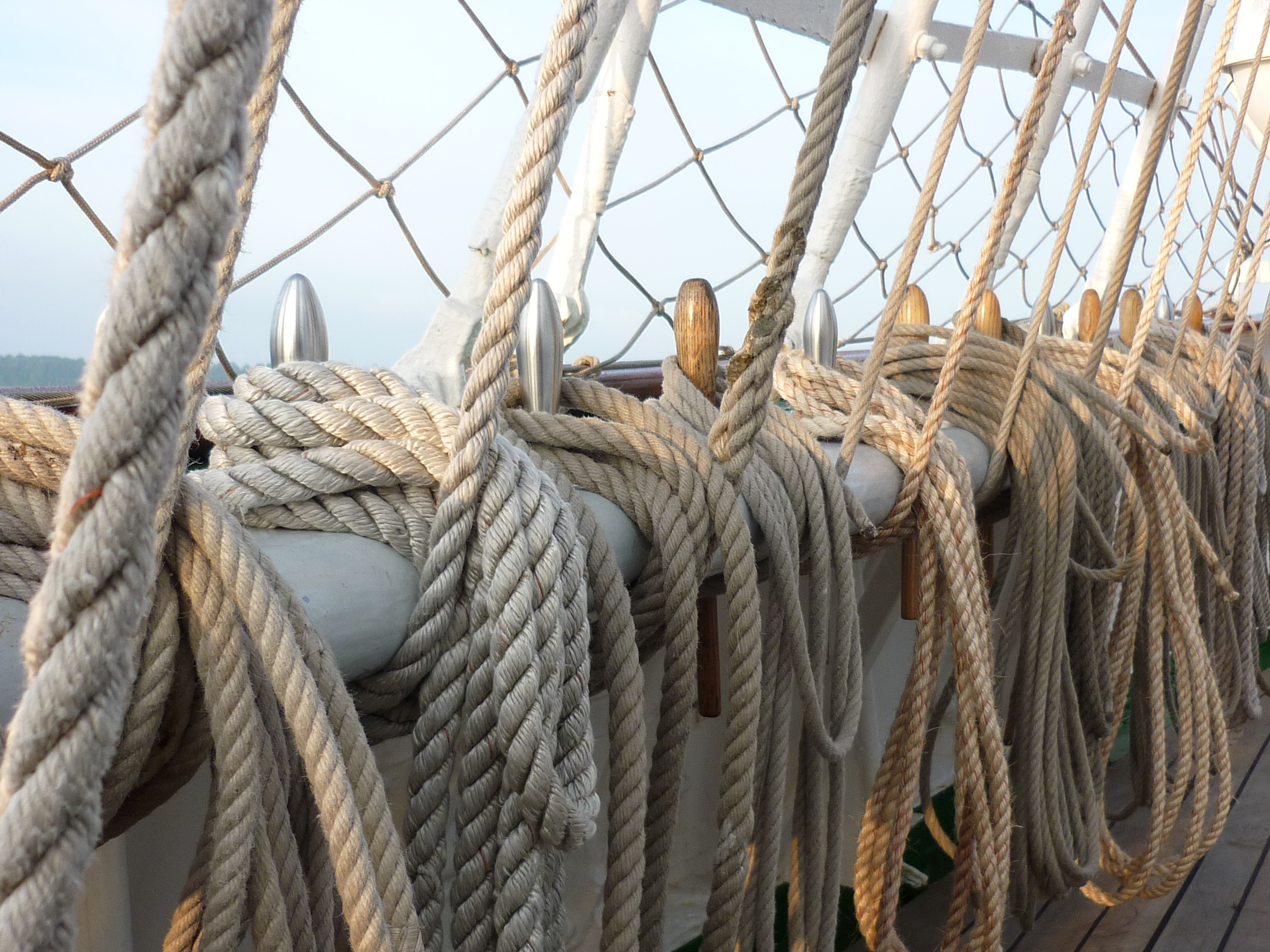
Кофель-нагелі бригантини Грайф. На металевих кофель-нагелях прикріплені гітови, на дерев'яних — гордені. Через уявну різницю температури нагелів (метал відчувається холоднішим) навіть в темряві є можливість швидко знаходити потрібні нагелі

Кофель-нагель (від нід. konfijnagel) — дерев'яний або металевий стрижень з руків'ям і заплічками на верхньому кінці, що вставляється в гніздо кофель-планки для кріплення і укладання на нього снастей рухомого такелажу вітрильного судна.